# Лакония
Лакония е ном в Южна Гърция. Лакония е с население от 100 871 жители (2005 г.) и обща площ от 3636 км². Граничи с номите Месения на северозапад и Аркадия на север. Евротас е най-дългата река в нома. 
Терминът лаконичен произлиза от начина, по който атиняните са наричали краткия и немногословен стил на говорене на хората, родени в Лакония.